# Filip Ude
Filip Ude (Čakovec, República Federal Socialista de Iugoslàvia 1986) és un gimnasta artístic croata, guanyador d'una medalla olímpica.
El 2008 va prendre part en els Jocs Olímpics d'Estiu de Pequín (República Popular de la Xina), on va guanyar la medalla de plata en la prova de cavall amb arcs. En aquests mateixos Jocs participà en la prova individual i l'exercici de terra, on no tingué èxit. El 2012 i 2016 va disputar els Jocs de Londres i Rio de Janeiro, on no va obtenir resultats destacables.
En el seu palmarès també destaca una medalla de plata al Campionat del Món de gimnàstica artística de 2014, dues medalles de plata en el Campionat d'Europa de gimnàstica artística, el 2008 i 2020, sempre l'aparell de cavall amb arcs. Als Jocs del Mediterrani del 2009 guanyà una medalla de plata en l'exercici de terra.